# 薩默塞特森特 (密歇根州)
薩默塞特森特（英語：Somerset Center）是位於美國密歇根州希爾斯代爾縣薩默塞特鎮區的一個非建制地區。

## 地理
薩默塞特森特所處的海拔為高於海平面323米（即1060英呎），而該地所採用的時區為UTC-5，即北美东部時區（EST）。同時該地設有夏令時間，為UTC-5調快一小時，即UTC-4（EDT）。